# Bohemund van Botroun
Bohemund van Botroun (ca. 1199 - oktober 1244) was door huwelijkse voorwaarden Heer van Botroun een leenheer binnen het Graafschap Tripoli.
Hij was een zoon van vorst Bohemund III van Antiochië en diens vierde vrouw Isabella van Farabel. Zijn grootvader was Raymond van Poitiers, waaraan zijn geboortenaam was gelieerd als Bohemund van Poitiers.
Als minderjarige werd hij aan Isabelle van Botroun uitgehuwelijkt. Zij was de enige dochter van Cecilia van Botroun en Plivano van Pisa en enige erfgenaam van het leenschap Botroun. Uit de erfrechten door middel van huwelijk werd Bohemund met het leenschap beleend.
In oktober 1244 nam Bohemund samen met zijn zoon Jan deel aan de Slag bij La Forbie. De slag eindigde in een nederlaag, vader en zoon vielen in moslimhanden en brachten hun verdere leven door in gevangenschap.
Met Isabella had hij vier kinderen:
- Jan († na oktober 1244)
- Willem, huwde Agnes von Sidon, dochter van Balian I Grenier
- Jacob, huwde Clarence van Hazart
- Isabella, huwde Meillour de Ravendel, heer van Maraclea